# Dustin Lance Black
Pour les articles homonymes, voir Black.
Dustin Lance Black, né le 10 juin 1974 à Sacramento en Californie, est un scénariste, réalisateur et producteur américain. Il a écrit le scénario du film Harvey Milk, réalisé par Gus Van Sant, qui l'a fait connaitre au grand public et lui a valu l'Oscar du meilleur scénario original en 2009.

## Biographie

### Jeunesse

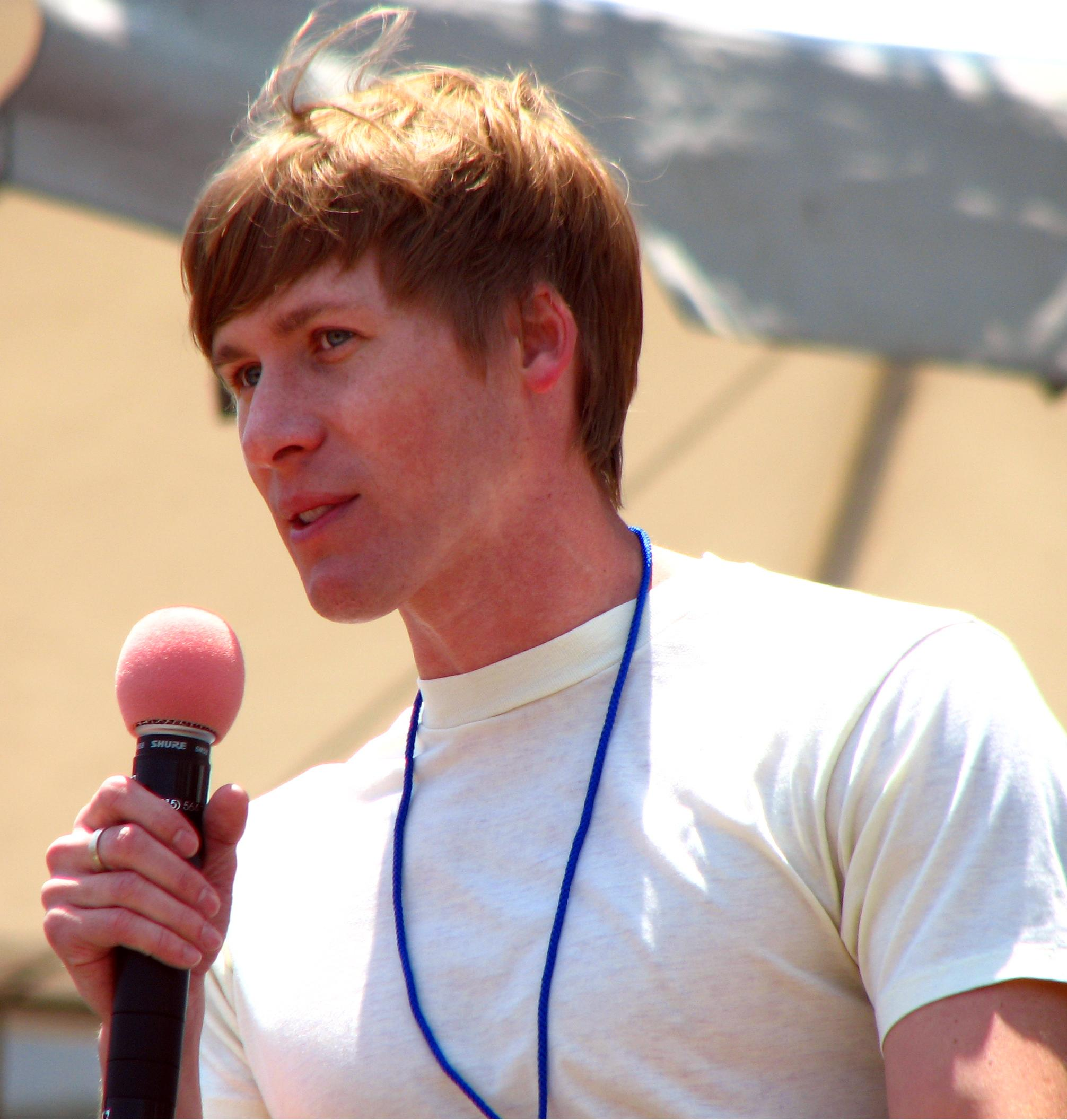
Dustin Lance Black en 2008.

Dustin Lance Black nait dans une famille de confession mormone à Sacramento en Californie en 1974, et grandit à San Antonio au Texas. Son père, un missionnaire de cette église, également militaire, a fait baptiser sa mère. Black grandit donc dans la tradition mormone et l'univers des bases militaires, et il s'inquiète déjà sur sa sexualité. Lorsqu'il se sent attiré par un garçon du voisinage, à six ou sept ans, il pense : « Je suis malade, ce n'est pas bien, je vais aller en Enfer. Et si jamais je l'avoue, je me ferais cogner, je me ferais battre »,. Cette conscience précoce de son homosexualité a fait, selon lui, un enfant sombre, timide avec parfois des pensées suicidaires.
Mais lorsque sa mère se remarie quelques années plus tard, elle emmène son fils avec elle à Salinas en Californie où Black termine sa scolarité,. Inscrit au lycée du nord de la ville, il commence à travailler dans un théâtre local. Il vit alors plus sereinement le fait d'être homosexuel, et c'est à cette époque qu'il découvre l'histoire de Harvey Milk, notamment grâce au documentaire ayant reçu un Oscar, The Times of Harvey Milk. Plus tard, il rentre à l'Université de Californie à Los Angeles, dans la section École de théâtre, de cinéma et de télévision et apprend auprès de metteurs en scène, travaille aux éclairages et joue même parfois sur scène. Il en sort diplômé avec honneurs en 1996, et commence sa carrière en participant à des productions telles que Bare: A Pop Opera au Hudson Main Stage Theatre à Hollywood.

### Vie privée

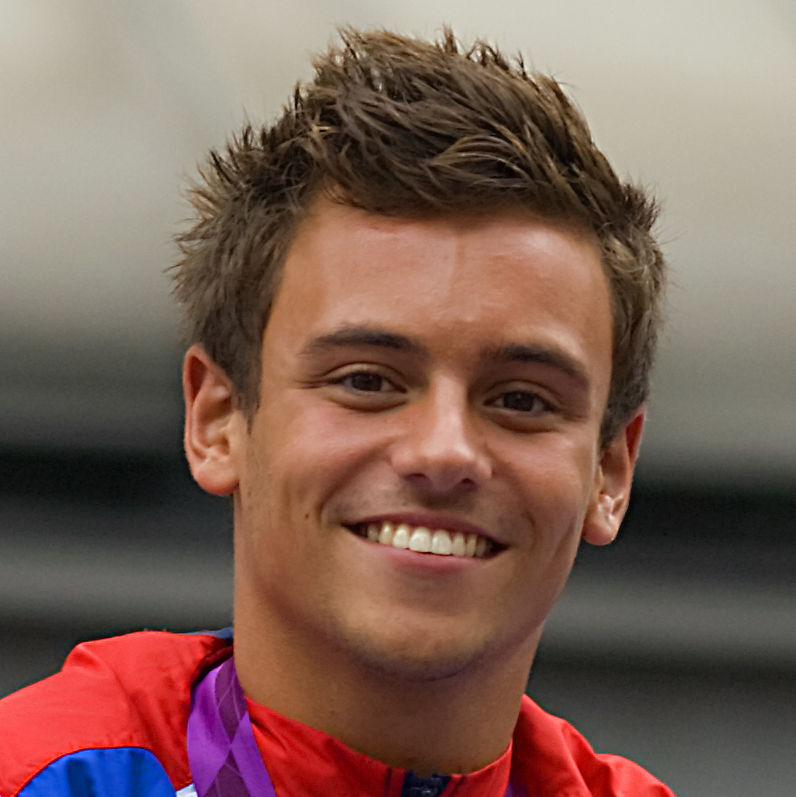
Tom Daley, son mari.

Depuis leur rencontre en mars 2013, il partage sa vie avec le plongeur Tom Daley, de vingt ans son cadet.
Le 1er octobre 2015, il annonce son mariage avec son compagnon Tom Daley par le biais du quotidien anglais The Times.
Ils se marient le 6 mai 2017. Le 14 février 2018, à l'occasion de la Saint-Valentin, son mari et lui annoncent attendre leur premier enfant. Leur fils, « Robbie » Robert Ray Black-Daley, naît le 27 juin 2018, à la suite d'une gestation pour autrui,.

## Filmographie

### Cinéma
- 2000 : The Journey of Jared Price (en) (scénariste, réalisateur)
- 2000 : Something Close to Heaven (court-métrage ; scénariste, réalisateur)
- 2001 : On the Bus (documentaire ; réalisateur, producteur, monteur)
- 2003 : My Life with Count Dracula (documentaire ; réalisateur, producteur, monteur)
- 2003 : The Singing Forest (en) de Jorge Ameer (monteur, acteur)
- 2008 : Pedro (en) de Nick Oceano (scénariste)
- 2008 : Harvey Milk de Gus Van Sant (scénariste, producteur)
- 2010 : What's Wrong with Virginia (post-production ; scénariste, réalisateur)
- 2011 : J. Edgar de Clint Eastwood (scénariste)
- 2023 : Rustin de George C. Wolfe (scénariste)

### Télévision
- 2006 à 2009 : Big Love (série TV ; scénariste et coproducteur des trois premières saisons)
- 2014 à 2016 : Faking It (série TV ; producteur, réalisateur)
- 2017 : When We Rise (mini-série TV ; créateur, scénariste et réalisateur)

## Théâtre
- 2011 : 8

## Récompenses et nominations
Récompenses
- 2008 : Oscar du meilleur scénario original pour Harvey Milk
- 2008 : Film Independent's Spirit Awards pour Milk
- 2008 : Writers Guild of America pour Milk